# Estadi Traktar
L'Estadi Traktar (belarús: Трактар стадыён) és un estadi de futbol de Minsk, Belarús. Va ser inaugurat el 1968 com a Krasnoye znamya («bandera vermella») i és l'estadi habitual del Dinamo de Minsk. L'aforament del recinte és de 17 600 espectadors, la qual cosa en fa el segon estadi més gran del país després de l'estadi Dinamo, també a Minsk.

## Història
L'inici de la construcció de l'estadi Traktar va tenir lloc durant la dècada de 1950. Per a la seva construcció, un equip de buldòzers va anivellar la terra i va desarrelar part del bosc adjacent. Es van instal·lar uns bancs i van començar a celebrar-se competicions de futbol de l'equip de la Planta de Tractors de Minsk (MTZ). En aquells dies, l'estadi era propietat del consell regional de "Bandera Vermella". A la fi de la dècada de 1950 es va construir la primera graderia de l'estadi.
El 1976 el Consell Regional de "Bandera Vermella" va passar la propietat de l'estadi a MTZ. El mateix any es va iniciar la primera remodelació de l'estadi. Es va iniciar amb la construcció de la resta de graderies, un sistema d'il·luminació artificial i de drenatge al camp de futbol. El 1978, després de la clausura de l'estadi Dinamo per sotmetre'l a remodelació, l'estadi Traktar va passar a ser el principal de Minsk, i s'hi va instal·lar una pista d'atletisme. Durant els Jocs Olímpics de 1980 l'estadi Traktar va ser l'escenari de la Reserva Olímpica.
El 29 de setembre de 1979 després d'un partit de lliga soviètica entre el Dinamo de Minsk i el Dinamo de Moscou, es va produir la mort de quatre persones a la sortida de l'estadi i al voltant de 30 van resultar ferides greus.
Una segona renovació de l'estadi va començar el 1997 i va acabar al maig de 2000, en la qual les instal·lacions van adquirir un aspecte modern. Es van instal·lar seients de plàstic, i en lloc de les graderies de terra se'n van construir unes de formigó armat.

## Imatges

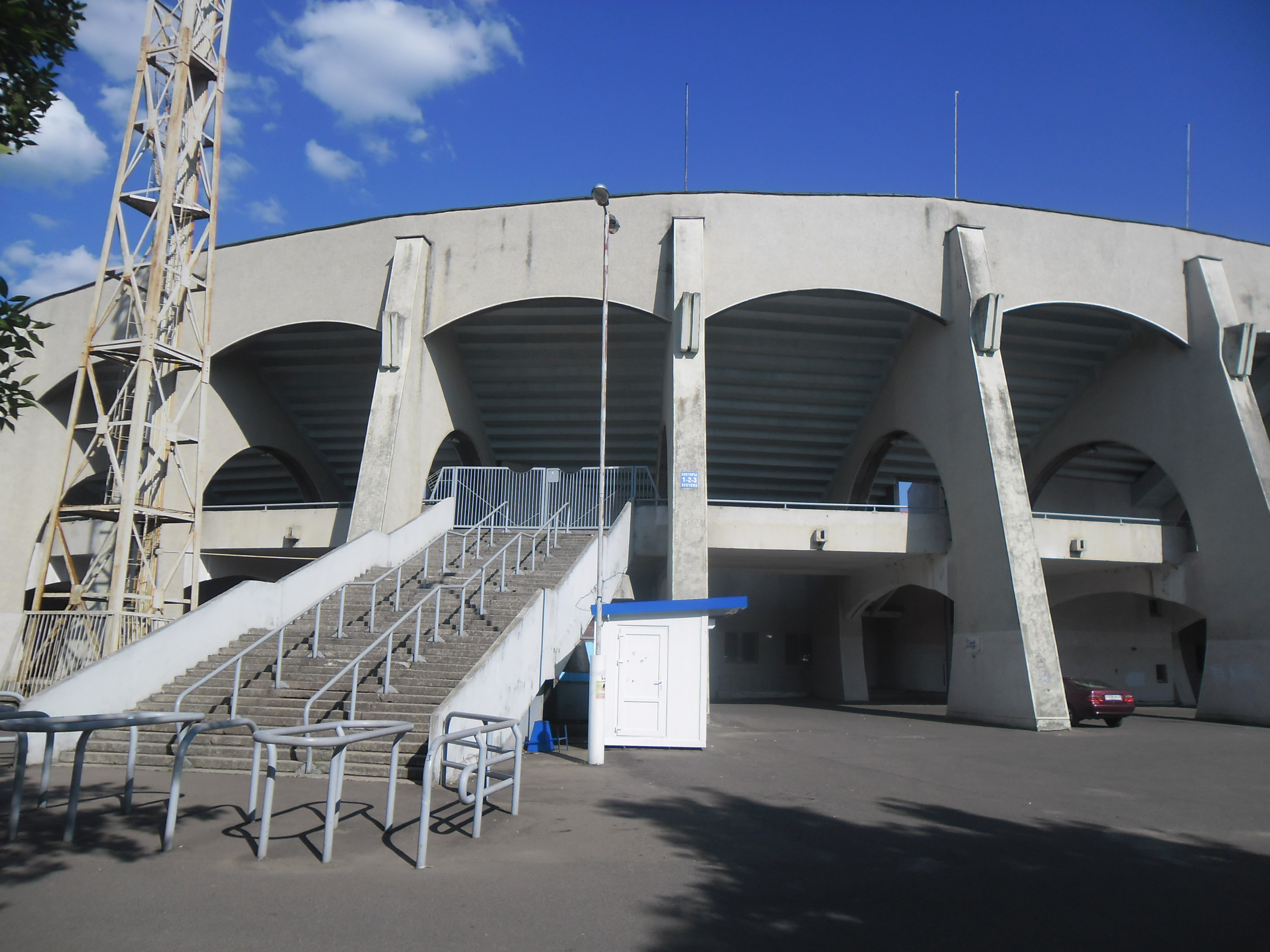
Entrada a l'estadi
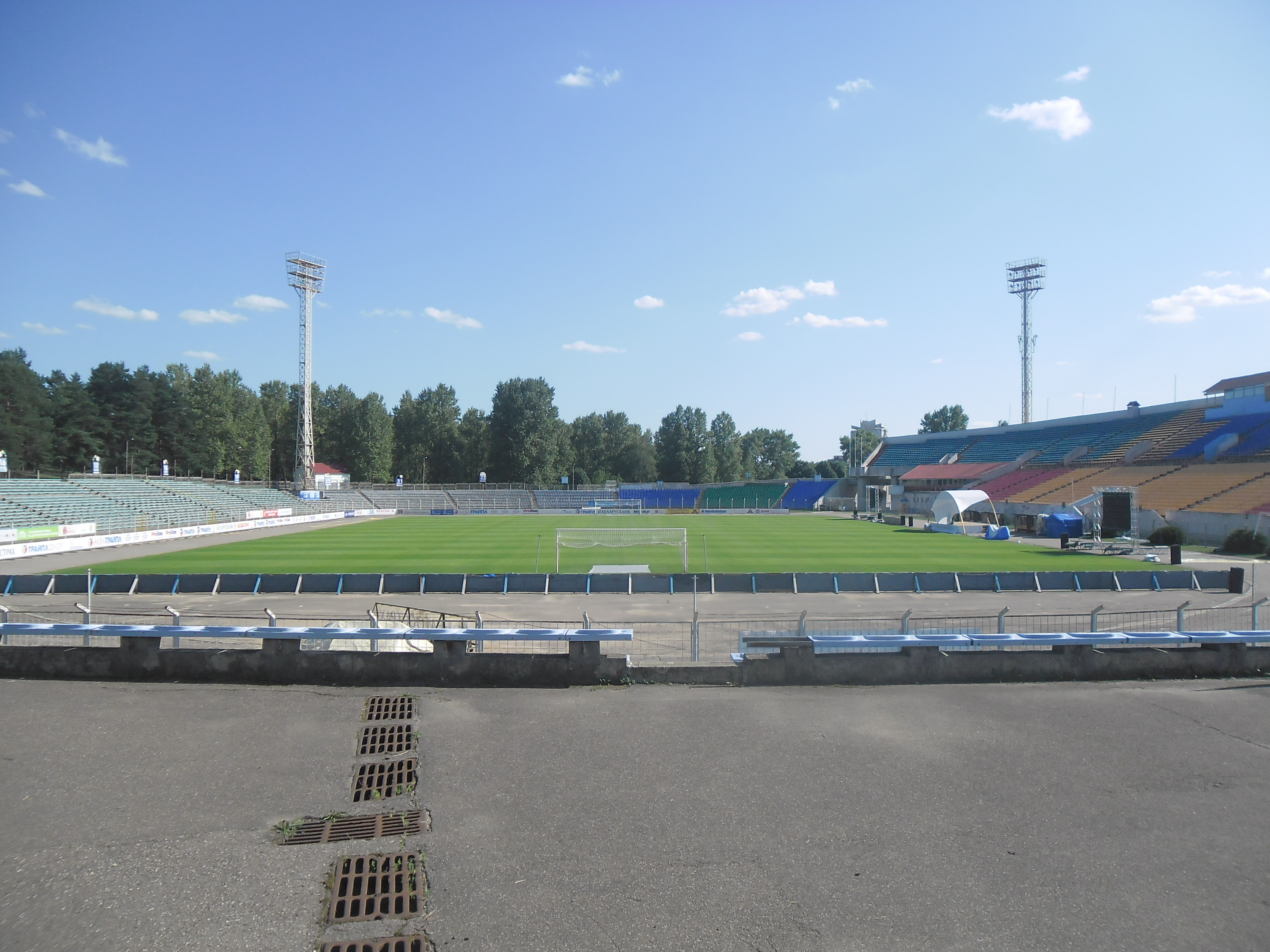
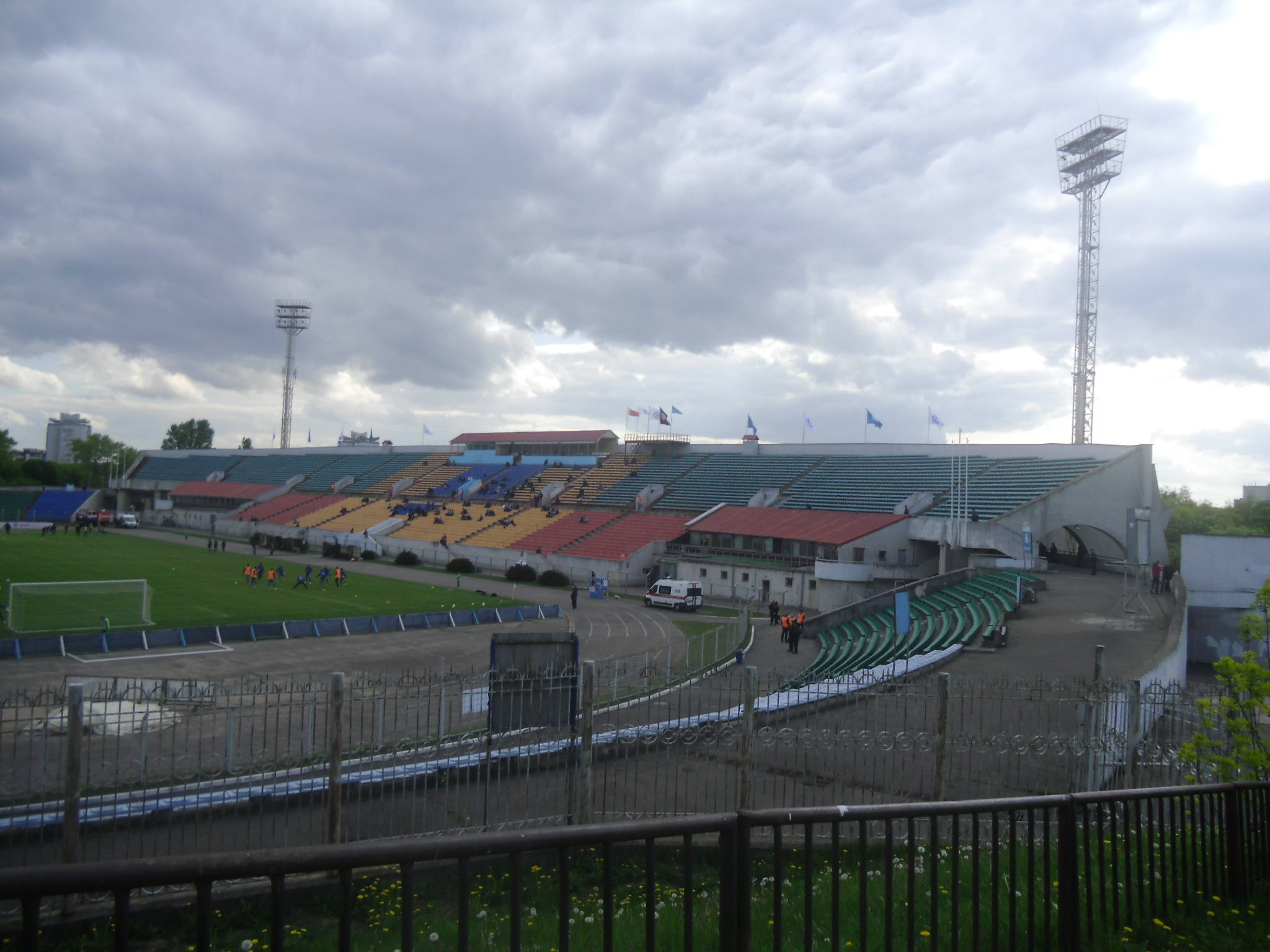